# Ampeliá
Ampeliá är en ort i Grekland.   Den ligger i prefekturen Thesprotia och regionen Epirus, i den västra delen av landet, 300 km nordväst om huvudstaden Aten. Ampeliá ligger 351 meter över havet och antalet invånare är 230.
Terrängen runt Ampeliá är kuperad. Runt Ampeliá är det glesbefolkat, med 16 invånare per kvadratkilometer. Närmaste större samhälle är Igoumenitsa, 16,5 km nordväst om Ampeliá. 